# Ángel Barcia Galeote
Ángel Barcia Galeote († 1938) va ser un polític espanyol.

## Biografia
Obrer de professió, després de l'esclat de la Guerra civil va arribar a prendre part en l'assalt de la Caserna de la Montaña. Militant del Partit Comunista d'Espanya (PCE), participaria en l'organització de la 1a Brigada Mixta. Posteriorment exerciria el càrrec de comissari polític en les brigades mixtes 9a i 1a, totes dues compostes per forces procedents del Cinquè Regiment. El juliol de 1938 va passar a exercir el càrrec de comissari polític de la 11a Divisió, coincidint amb l'inici de la batalla de l'Ebre.
Va morir el 7 de setembre de 1938 durant una acció de guerra en el Front de l'Ebre.